# Pharacocerus castaneiceps
Pharacocerus castaneiceps är en spindelart som beskrevs av Simon 1910. Pharacocerus castaneiceps ingår i släktet Pharacocerus och familjen hoppspindlar. Inga underarter finns listade i Catalogue of Life.